# Grotta Gigante
La Grotta Gigante (en slovène : Briška jama ou jama pri Briščikih ; en allemand : Riesenhöhle) est une grotte de grande taille de la province de Trieste. Elle constitue la plus vaste cavité au monde pouvant être visitée par des touristes[réf. souhaitée].